# 建安 (大理)
建安（けんあん）は、大理国の段正明の時代に使用された元号。使用年代不詳。